# Altos del Rosario
Altos del Rosario est une municipalité située dans le département de Bolívar, en Colombie.